# 奧歷山大·辛真高
奧歷山大·禾洛迪米羅域治·辛真高（羅馬化：Oleksandr Volodymyrovych Zinchenko；1996年12月15日—），烏克蘭職業足球員，司職左閘及進攻中場，目前效力於英格蘭足球超級聯賽球會阿仙奴，同時他也是烏克蘭國家足球隊的成員。

## 俱樂部生涯

### 曼城
津琴科在2017-2018赛季回到曼城，并于2017年10月24日首次亮相，在英联杯0-0战平狼隊的比赛中打满全场，包括加时赛。2017年12月13日，他在對陣斯旺西的比賽首次在英超联赛中出场。
2021年4月28日，2020–21賽季歐冠津琴科於四強賽第一回合貢獻一助攻，是幫助球隊前進歐冠決賽的功臣之一。

### 阿森納
2022年7月22日，津琴科與英超球會兵工廠簽訂了一份長期合約，費用為3000萬英鎊，附加費可能會增加到3200萬英鎊。

## 國家隊生涯
津琴科入選了2016年歐洲國家盃烏克蘭隊陣容，在前兩場比賽中都代替了維克托·高維蘭高，在對陣德國和北愛爾蘭的比賽中烏克蘭因未能得分而成為第一支被淘汰的球隊。
2021年3月24日，辛真高在對陣法國的比賽中，他以24歲零98天的年齡成為烏克蘭歷史上最年輕的隊長。
津琴科參加了2020年歐洲國家盃。2021年6月29日，在16強對陣瑞典的比賽中踢入在歐洲盃的首球，最終踢至延長賽結束以2-1獲勝，烏克蘭首次晉級八強。

## 個人生活
2020年8月，津琴科與記者Vlada Sedan結婚。他們有一個女兒於2021年8月出生。津琴科認定為東正教會基督徒。

## 榮譽

### 俱樂部
曼城
- 英格蘭足球超級聯賽冠軍：2017–18、2018–19、2020–21[10]、2021–22
- 英格蘭足總盃冠軍：2018–19
- 英格蘭聯賽盃冠軍：2017–18、2018–19、2019–20、2020–21
- 英格蘭社區盾冠軍：2018、2019

### 個人
- 烏克蘭年度足球先生：2019年

## 外部連結
- 足球数据库：奧歷山大·辛真高的球员统计数据
- Soccerway資料庫：奧歷山大·辛真高